# Spiraea nankaiensis
Spiraea nankaiensis är en rosväxtart som beskrevs av Takenoshin Nakai. Spiraea nankaiensis ingår i släktet spireor, och familjen rosväxter. Inga underarter finns listade i Catalogue of Life.